# دانشگاه دولتی خاروغ
دانشگاه دولتی خاروغ به نام م. نظرشاه‌یف دانشگاهی همگانی در شهر خاروغ، مرکز ولایت مختار کوهستان بدخشان در تاجیکستان می‌باشد. این دانشگاه در مرکز شهر خاروغ، تنها نقطهٔ شهری این ولایت، جای دارد. این دانشگاه دارای ۴٬۰۰۰ دانشجوی حضوری و مکاتبه‌ای می‌باشد.

## تاریخچه
دانشگاه دولتی خاروغ در ۵ اوت ۱۹۹۲ میلادی در پی تصمیم هیئت وزیران جمهوری تاجیکستان پایه‌گذاری گردید و در سپتامبر همان سال دانشجو پذیرفت. ساختمان دانشگاه بزرگ‌ترین ساختمان شهر خاروغ است و در زمان شوروی پیشین ساختمان خانهٔ آموزش سیاست بوده است و در خیابان لنین روبه‌روی میدان مرکزی و در کنار ساختمان‌های حکومتی جای دارد.
این دانشگاه به افتخار تاریخدان، فیلسوف و آکادمیسین مایان‌شاه نظرشاه‌یف (از ۱۹۲۹ تا ۱۹۹۴) نام‌گذاری گردیده است. او بومی این منطقه بود و در برپایی این دانشگاه نقش عمده‌ای داشت. نظرشاه‌یف معاون رئیس جمهور تاجیکستان بود و در ۱۸ فوریهٔ ۱۹۹۴ در شهر دوشنبه ترور شد.
برای نخستین بار پس از برپایی این دانشگاه در آغاز دهه ۱۹۹۰ مردم منطقه توانستند بی آن که از منطقه‌شان خارج شوند به آموزش عالی دسترسی داشته باشند. در آغاز دههٔ ۱۹۹۰ و در بحبوحهٔ جنگ داخلی تاجیکستان بسیار خطرناک بود که پامیریان (مردم منطقه) به دانشگاه‌ها و دیگر بنیادهای آموزش عالی در شهر دوشنبه و دیگر شهرهای جنوب تاجیکستان بروند، بدین دلیل که به دست گروه‌های رقیب پیاپی هدف قرار می‌گرفتند. در دو سال آغازین جنگ، با آمدن پناهندگان پامیری از دیگر بخش‌های تاجیکستان، جمعیت خاروغ کمابیش دو برابر گردید. در میان پناهندگان روشنفکران و افرادی با تخصص‌های گوناگون بودند؛ یعنی استادان و اعضای هیئت علمی دانشگاه‌ها و مؤسسه‌های آموزش عالی تاجیکستان. جنگ با همهٔ ویرانی‌هایش برای این دانشگاه نوبنیاد سودمند بود زیرا استادانی را از دیگر بخش‌های تاجیکستان جذب کرد.
نخستین رئیس دانشگاه محمدشاه الالف، دارای دکترای ریاضی بود که میان سال‌های ۱۹۹۲ تا ۱۹۹۵ خدمت کرد و اکنون رئیس فرهنگستان علوم تاجیکستان می‌باشد. رئیس کنونی، یعنی چهارمین رئیس دانشگاه، دکتر گل‌خواجه جنگی‌بیکف از مارس ۲۰۰۵ میلادی بر سر کار است.
نخستین دانش‌آموختهٔ این دانشگاه شاهپور کریم الحسنی آقاخان چهارم می‌باشد که مدرک دکترای افتخاری حقوق را در مهٔ ۱۹۹۵ دریافت نمود.

## ساختار دانشگاه
دانشگاه با دو دانشکده آغاز به کار کرد: علوم انسانی و علوم طبیعی. پس از چند سال دانشکدهٔ علوم انسانی به دانشکده‌های تاریخ-زبان‌شناسی و اقتصاد تقسیم گردید که هر کدام دارای بخش‌های گوناگونی می‌باشند:
- علوم انسانی:

تاریخ
زبان‌شناسی تاریخی فارسی تاجیکی
شرق‌شناسی
زبان‌های خارجه
اقتصاد
- علوم طبیعی:

فیزیک و ریاضی
زیست‌شناسی
زمین‌شناسی
آبیاری-زهکشی
امروزه این فهرست بلندتر و گوناگون‌تر است. کمابیش ۴٬۰۰۰ دانشجو در ۲۴ تخصص و در ۸ دانشکده و ۱۹ بخش مشغول تحصیل‌اند و به ۵ آزمایشگاه علمی، ۴ مرکز کامپیوتر، یک کتابخانه دسترسی دارند. این دانشگاه دارای مجلهٔ علمی و روزنامه می‌باشد. خوابگاهی با گنجایش ۱٬۰۰۰ تن در دست ساخت می‌باشد.

## پیشرفت علمی و کامیابی‌ها
از زمان برپایی در ۱۹۹۲، این دانشگاه در جذب هیئت علمی و گوناگون‌سازی رشته‌ها روند چشمگیری داشته است.
از آن رو که این دانشگاه یگانه بنیاد آموزش عالی منطقه و جایی برای کار و پژوهش علمی است مورد توجه دولت و بنیادهای غیردولتی قرار گرفته است. بنیاد آقاخان در آغازین سال‌های پایه‌گذاری دانشگاه، نقشی کلیدی در تأمین منابع آموزشی (مادی و پولی)، تجهیزات، برنامه‌های آموزشی و همکاری با دیگر دانشگاه‌های منطقه و جهان داشته است. این کمک‌های دربرگیرندهٔ برپایی بخش زبان انگلیسی زیر نظر استاد چاک اِلسی، استاد دانشگاه تورنتوی کانادا بود که میان سال‌های ۱۹۹۵ تا ۱۹۹۸ رئیس این بخش بود. دانش‌آموختگان این بخش بازار شغلی خوبی در منطقه و سطح کشور به ویژه سازمان‌های بین‌المللی دارند. برخی به دلیل روانی در بهره‌گیری از زبان‌های خارجی پیش از داشتن تجربهٔ حرفه‌ای جذب مشاغل مناسبی می‌شوند.